# 王绍亭
王绍亭（1924年—？），男，直隶（今河北）滦县人（一作北京人），中国化工专家、翻译家，曾任天津大学教授、博士生导师。